# Frederick Twort
 Frederick William Twort (22 octobre 1877-20 mars 1950) était un bactériologiste anglais. Il est né à Camberley, dans le Surrey. Il a été le premier découvreur en 1915 de bactériophages (virus qui infectent les bactéries). Il a étudié la médecine à l'hôpital St Thomas, à Londres et a été directeur de l'Institut Brown pour animaux (un centre de recherche des pathologies). Il a également été professeur de bactériologie à l'Université de Londres. Il a étudié la maladie de Johne, une infection intestinale chronique de bovins, et a également découvert que la vitamine K est nécessaire à la bactérie de la lèpre.

## Travaux
Twort avait une idée scientifique qui régissait l'ensemble de sa vie. Sa théorie est que des bactéries pathogènes ont besoin d'une "« substance essentielle »" pour leur croissance et leur vitalité] Chaque organisme (bactéries) requiert des éléments nutritifs spécifiques et uniques fournis par l'hôte.
La paternité de la découverte des bactériophages est souvent disputée entre Frederick Twort et Félix d'Hérelle. La publication de Twort dans The Lancet en 1915 est toutefois très différente de celle de Félix d'Hérelle en 1917.
Twort se demande en effet s'il ne s'agirait pas : 
- D'une petite bactérie ("minute bacterium")
- D'une enzyme libérée (car l'ultra-virus est inactivé dès 60 °C)
- D'amibes liées à la bactérie car, logiquement, il constate que l'ultravirus ne se développe plus après avoir fait disparaître la bactérie mais qu'il reste actif environ 6 mois.

Comme le virus ne se développe qu'en présence de la bactérie, Twort se demande carrément si ses "virus ultra-microscopiques" ne proviendraient pas tout simplement de la bactérie elle-même, qui produirait ses propres moyens de destruction spécifiques (hypothèse qui serait dans la ligne polymorphique de Béchamp-Tissot et expliquerait élégamment la spécificité des phages…): "If it is part of the micrococcus it must be either a stage in its life-history… or an enzyme secreted by the micrococcus which leads to its own destruction…". 
Twort a essayé une centaine de supports ("media") avec différents prélèvements (paille, étangs, foin, bouses, terreau, etc.). Dans son article, Twort précise qu'il a travaillé sur des cultures du virus de la vaccine (sorte de variole) et non sur la bactérie de la dysenterie ("Some interesting results, however, were obtained with cultivations from glycerinated calf vaccinia."), préparations sur lesquelles il a obtenu des aires vitreuses en 24 h à 37 °C avec ses filtrats naturels. Il parle ensuite de "micrococci" obtenus à partir  dans sa préparation de vaccine ("micrococci obtained from vaccinia"). Ce n'est donc pas très clair: ses aires vitreuses viennent-elles seulement de la destruction des micrococci? La conclusion de Gratia et Jaumain (Identité du phénomène de Twort et du phénomène de d'Hérelle, Comptes rendus de la Société de biologie, Paris, 1921. 85:p. 880-1) me paraît donc sujette à caution: il ne s'agit pas tout à fait du même phénomène ni de la même expérience. Il paraît plus probable que Félix d'Hérelle a été influencé par l'étude de Hankin, M.E., L'action bactéricide des eaux de la Jumna et du Gange sur le microbe du choléra. Annales de l'Institut Pasteur, 1896.10:p. 511-23, parue avant le départ de d'Hérelle au Québec.

### Recherche et travaux
En 1914, Frederick Twort vise à déterminer l'insaisissable "substance essentielle" qui permettrait aux virus  de se développer in vitro. À l'époque, les vaccins contre la variole ont dû être faits dans la peau des veaux presque toujours contaminés par la bactérie Staphylococcus. Twort énonce l'hypothèse que la contamination des bactéries pourrait être à l'origine de la "substance essentielle" nécessaire à la survie. Il a inoculé des vaccins contre la variole à des éléments nutritifs et obtenu de grandes colonies bactériennes de plusieurs couleurs. Après examen plus approfondi de ces colonies avec une loupe, il a trouvé de petites aires vitreuses. Il a rapidement réalisé que ces aires étaient le résultat de la destruction des cellules bactériennes. Il a ensuite été en mesure de prélever certaines de ces aires et de les transmettre d'une colonie à l'autre.
Il a publié ces résultats dans la revue The Lancet en 1915 sous le titre "An Investigation on the nature of the ultra-microscopic Viruses" (The Lancet, 1915. 2:p. 1241-3).
Twort et d'autres voulaient utiliser ces agents pour guérir les maladies bactériennes chez les humains et les animaux. Lorsque cela s'est avéré infructueux, il a élargi son idée d'origine en disant que les agents bactériens ont besoin d'autres facteurs pour survenir à leurs besoins fondamentaux. Il a cherché une substance qui permettrait aux virus de se développer en dehors des autres formes de vie (c'est-à-dire un organisme hôte) et quand cela a été infructueux, il a essayé de prouver que les bactéries évoluaient à partir des virus. Le soutien financier pour ses recherches a diminué et son laboratoire a été détruit par une bombe en 1944. L'Université de Londres a profité de cette occasion pour priver Twort de son poste de recherche. Il a pris sa retraite à Camberley. Il est décédé en 1949 (comme Félix d'Hérelle). Son travail a été en grande partie oublié. Le terme agent bactériolytique a été remplacé par le terme bactériophages.